# فابيولا
القديسة فابيولا، هي قديسة رومانية يعتقد أنها إحدى النساء اللاتي بتأثير من القديس جيروم انتقلن الحياة الرهبانية المسيحية.

## حياتها
ولدت فابيولا بحسب التقليد لعائلة رومانية نبيلة في روما وتزوجت من رجل كان يعتدي عليها بالضرب. فطلقث وتزوجت آخرا غير أنه توفي فنذرت نفسها للرهبانية كما بنت مستشفى في روما وزعت مع تبقى من أموالها على الفقراء. انتقلت فابيولا إلى بيت لحم وانظمت إلى رهبنة القديس جيروم ثم عادت إلى روما بعد خلاف بين رئيس الرهبنة وأسقف القدس فانتقلت إلى روما حتى وفاتها.

## المصدر
1. ↑  "معلومات عن فابيولا على موقع data.cerl.org". data.cerl.org. مؤرشف من الأصل في 2019-09-13.
2. ↑  "معلومات عن فابيولا على موقع viaf.org". viaf.org. مؤرشف من الأصل في 2016-09-04.
3. ↑  "معلومات عن فابيولا على موقع id.loc.gov". id.loc.gov. مؤرشف من الأصل في 2019-12-09.

- Catholic Encyclopedia article
- Encyclopaedia Britannica, Saint Fabiola

 هذه المقالة تحوي نصا ذو ملكية عامة: هبرمان، تشارلز (المحرر). الموسوعة الكاثوليكية. شركة روبرت أبلتون. {{استشهاد بموسوعة}}: الوسيط |ref=harv غير صالح (مساعدة)، الوسيط |title= غير موجود أو فارغ (مساعدة)، والوسيط غير المعروف |ألسنة= تم تجاهله (مساعدة)